# Centre-Est du Rio Grande do Sul
La mésorégion Centre-Est du Rio Grande do Sul est une des sept mésorégions du Rio Grande do Sul. Elle est formée par l'association de cinquante-quatre municipalités regroupées en trois microrégions. Elle recouvre une aire de 17 192,037 km2 pour une population de 775 276 habitants (IBGE - 2005). Sa densité est de 45,1 hab./km2. Son IDH est de 0,782 (PNUD/2000). Son activité économique est développée, entre autres choses, autour de la suinoculture.

## Microrégions
- Cachoeira do Sul
- Lajeado-Estrela
- Santa Cruz do Sul

## Mésorégions limitrophes
- Centre-Ouest du Rio Grande do Sul
- Nord-Ouest du Rio Grande do Sul
- Nord-Est du Rio Grande do Sul
- Mésorégion métropolitaine de Porto Alegre
- Sud-Est du Rio Grande do Sul